# Ким Сон Гук
Ким Сон Гук (род. 11 апреля 1984 года) — северокорейский боксёр, серебряный призёр Олимпийских игр 2004 года и бронзовый призёр Азиатских игр 2006 года.
В финале афинской Олимпиады-2004 в категории до 57 кг уступил россиянину Алексею Тищенко (17-39).
На Олимпиаде-2008 в Пекине в категории до 60 кг в первом же раунде проиграл французу Дауда Сов (3-13), который затем выиграл серебро, уступив в финале Алексею Тищенко.